# Descodificador binari
Un descodificador és un dispositiu que fa la funció contrària al codificador, desfà la codificació permetent que la informació original siga recuperada. El mateix mètode utilitzat per a codificar se sol fer al contrari per a descodificar.
La seua funció principal és la d'adreçar espais de memòria. Un descodificador de N entrades pot adreçar 2n espais de memòria.

Descodificador de 2 a 4

| Entrades | Entrades | Eixides | Eixides | Eixides | Eixides |
| A        | B        | D3      | D2      | D1      | D0      |
| -------- | -------- | ------- | ------- | ------- | ------- |
| 0        | 0        | 0       | 0       | 0       | 1       |
| 0        | 1        | 0       | 0       | 1       | 0       |
| 1        | 0        | 0       | 1       | 0       | 0       |
| 1        | 1        | 1       | 0       | 0       | 0       |